# Fernando Gago

2024–2025 CA Boca Juniors 
2025–2026 Club Necaxa
Fernando Rubén Gago (* 10. April 1986 in Ciudadela, Buenos Aires, Argentinien) ist ein ehemaliger argentinischer Fußballspieler und jetziger -trainer. Seine Position als Spieler war das zentrale Mittelfeld.

## Karriere

### Im Verein
Fernando Gago begann seine Fußballerlaufbahn beim Club Social Parque, bevor er in die Jugendmannschaft der Boca Juniors wechselte. Sein Debüt im ersten Kader feierte er am 5. Dezember 2004 gegen Quilmes Atlético Club. In der Saison 2005/06 gewann er als Stammspieler im zentralen Mittelfeld von Boca alle fünf Titel (Torneo Apertura, Torneo Clausura, zweimal die Recopa Sudamericana, Copa Sudamericana). Daraufhin wurden diverse europäische Vereine auf ihn aufmerksam. Am 1. Januar 2007 wechselte er für eine Ablösesumme in Höhe von 20,5 Millionen Euro zu Real Madrid. Sein Debüt gab er bei der 0:2-Niederlage gegen Deportivo La Coruña am 7. Januar 2007.
Nachdem er im Kader der Königlichen seit einiger Zeit nur noch eine Nebenrolle gespielt hatte, lieh ihn Real Madrid zur Saison 2011/12 an den AS Rom aus. Anstatt nach der Spielzeit in die spanische Hauptstadt zurückzukehren, wechselte Gago zur Saison 2012/13 zum FC Valencia.
Ende Januar 2013 wurde er für den Rest der Saison an den argentinischen Verein CA Vélez Sarsfield verliehen. Infolge einer Verletzung kam er dort nur zu acht Spielen. Nach der Ausleihe gehörte er in der Saison 2013/14 zunächst wieder zum Kader von Valencia, bevor er Ende Juli 2013 zurück zu Boca Juniors wechselte.
Nach drei Achillessehnenrissen in drei Jahren einigte Gago sich Anfang Februar 2019 mit dem Verein, dass sein Vertrag, der zu diesem Zeitpunkt noch bis zum Juni 2020 lief, vorzeitig aufgelöst wurde. Entsprechend kam er in dieser Zeit nur auf 86 Ligaspiele und 32 andere Spiele für Boca.
Nach einer Pause unterschrieb er Mitte Juni 2019, als er sich von der Verletzung erholt hatte, einen Vertrag bei CA Vélez Sarsfield. Nach einem erneuten längeren Ausfall wegen eines Kreuzbandrisses bestritt er Ende Oktober/Anfang November 2020 noch ein Spiel im Ligapokal (Copa de la Liga Profesional) und zwei Spiele in der Copa Sudamericana, bevor er seine Karriere Mitte November 2020 endgültig beendete.

### In der Nationalmannschaft
Fernando Gago gewann zusammen mit Spielern wie Lionel Messi oder Sergio Agüero die U20-Weltmeisterschaft 2005 in den Niederlanden.
Am 7. Februar 2007 feierte er schließlich gegen Frankreich sein Debüt in der argentinischen Fußballnationalmannschaft.
Gago war Teil der siegreichen argentinischen Auswahl beim olympischen Fußballturnier 2008 in China.

## Trainertätigkeit
Im Januar 2021 erhielt Gago seinen ersten Vertrag als Trainer beim argentinischen Verein Club Atlético Aldosivi. Nach sechs Niederlagen in Folge wurde er Ende September 2021 entlassen. Mitte Oktober 2021 wurde er Trainer beim Racing Club in Avellaneda. Nach einer Niederlage im Derby gegen Independiente erklärte er am 1. Oktober 2023 seinen Rücktritt.
Kurz vor Weihnachten 2023 unterschrieb Gago einen Vertrag bei Deportivo Guadalajara, den er bis Anfang Oktober 2024 ausübte.

## Erfolge/Titel
Als Nationalspieler 
- U20-Weltmeisterschaft (1): 2005
- Olympische Spiele (Fußball) (1): 2008
- Weltmeisterschaft: 2. Platz 2014

 Mit seinen Vereinen 
- Argentinischer Meister (4): 2005 A, 2006 C, 2015, 2017
- Argentinischer Pokal (1): 2015
- Recopa Sudamericana (2): 2005, 2006
- Copa Sudamericana (1): 2005
- Spanische Meisterschaft (2): 2006/07, 2007/08
- Spanischer Supercup (1): 2008
- Copa del Rey (1): 2011

## Privates
Fernando Gago war von Juli 2012 bis 2021 mit der ehemaligen argentinischen Tennisspielerin Gisela Dulko verheiratet. Am 9. Juni 2013 kam ihr gemeinsamer Sohn zur Welt. Insgesamt hat das Paar drei Kinder, zwei Jungen und ein Mädchen. 2021 verließ Dulko ihren Ehemann, nachdem er sie mit ihrer besten Freundin betrogen hatte.